# Rudy Getzinger
Rudy Getzinger (Sremska Mitrovica, 9 aprile 1943) è un ex calciatore jugoslavo naturalizzato statunitense, di ruolo attaccante e centrocampista.

## Biografia
Nato in Jugoslavia, si trasferì a Chicago, Stati Uniti d'America, nel 1958. Giocò a calcio in vari club della metropoli dell'Illinois. Nel 1991 è stato inserito nella National Soccer Hall of Fame.

## Carriera

### Club
Trasferitosi a Chicago, giocò con i club dilettantistici del Chicago Schwaben e Chicago Maroons.
Nel 1975 viene ingaggiato dalla neonata franchigia NASL dei Chicago Sting, con cui non supererà la fase a gironi del torneo 1975. Nel campionato seguente raggiunse con gli Sting, dopo aver vinto la Northern Division, il secondo turno dei playoff per il titolo, persi contro i futuri campioni dei Toronto Metros-Croatia.

### Nazionale
Naturalizzato statunitense, ha giocato tra il 1972 ed il 1973 otto incontri con la nazionale di calcio degli Stati Uniti d'America, giocando otto incontri e segnando una rete nella gara d'esordio contro il Canada.

## Statistiche

### Cronologia presenze e reti in Nazionale
| Cronologia completa delle presenze e delle reti in nazionale ― Stati Uniti | Cronologia completa delle presenze e delle reti in nazionale ― Stati Uniti | Cronologia completa delle presenze e delle reti in nazionale ― Stati Uniti | Cronologia completa delle presenze e delle reti in nazionale ― Stati Uniti | Cronologia completa delle presenze e delle reti in nazionale ― Stati Uniti | Cronologia completa delle presenze e delle reti in nazionale ― Stati Uniti | Cronologia completa delle presenze e delle reti in nazionale ― Stati Uniti | Cronologia completa delle presenze e delle reti in nazionale ― Stati Uniti |
| Data                                                                       | Città                                                                      | In casa                                                                    | Risultato                                                                  | Ospiti                                                                     | Competizione                                                               | Reti                                                                       | Note                                                                       |
| -------------------------------------------------------------------------- | -------------------------------------------------------------------------- | -------------------------------------------------------------------------- | -------------------------------------------------------------------------- | -------------------------------------------------------------------------- | -------------------------------------------------------------------------- | -------------------------------------------------------------------------- | -------------------------------------------------------------------------- |
| 20-8-1972                                                                  | Saint John's                                                               | Canada                                                                     | 3 – 2                                                                      | Stati Uniti                                                                | Qual. Mondiali 1974                                                        | 1                                                                          |                                                                            |
| 3-9-1972                                                                   | Città del Messico                                                          | Messico                                                                    | 3 – 1                                                                      | Stati Uniti                                                                | Qual. Mondiali 1974                                                        | -                                                                          |                                                                            |
| 10-9-1972                                                                  | Los Angeles                                                                | Stati Uniti                                                                | 1 – 2                                                                      | Messico                                                                    | Qual. Mondiali 1974                                                        | -                                                                          |                                                                            |
| 20-3-1973                                                                  | Łódź                                                                       | Polonia                                                                    | 4 – 0                                                                      | Stati Uniti                                                                | Amichevole                                                                 | -                                                                          | 46’                                                                        |
| 3-8-1973                                                                   | Chicago                                                                    | Stati Uniti                                                                | 0 – 1                                                                      | Polonia                                                                    | Amichevole                                                                 | -                                                                          |                                                                            |
| 5-8-1973                                                                   | Windsor                                                                    | Canada                                                                     | 0 – 2                                                                      | Stati Uniti                                                                | Amichevole                                                                 | -                                                                          |                                                                            |
| 10-8-1973                                                                  | San Francisco                                                              | Stati Uniti                                                                | 0 – 4                                                                      | Polonia                                                                    | Amichevole                                                                 | -                                                                          |                                                                            |
| 3-11-1973                                                                  | Port-au-Prince                                                             | Haiti                                                                      | 1 – 0                                                                      | Stati Uniti                                                                | Amichevole                                                                 | -                                                                          | Ingresso                                                                   |
| Totale                                                                     |                                                                            | Presenze                                                                   | 8                                                                          |                                                                            | Reti                                                                       | 1                                                                          |                                                                            |